# Kristina Eriksson
Kristina Viola Eriksson född 10 maj 1948 i Stockholm, är en svensk målare och tecknare. 
Hon är dotter till konstnären Elis Eriksson och var livskamrat med konstnären Torsten Andersson. Hennes tvillingbror är skådespelaren Magnus Eriksson och hennes äldre bror, Christer Eriksson, är författare. Eriksson började som kvällselev på Kungliga Konsthögskolan där hon tecknade kroki senare studerade hon för Bror Marklund på Konsthögskolan i Stockholm 1969-1974. Separat har hon ställt ut på bland annat Kabusa konsthall i Kabusa, Thielska Galleriet, Galerie Moderne och Konstnärsbolaget i Stockholm och tillsammans med sin mans konst på Sven Harry Karlssons nya konsthall 2012. Eriksson är representerad vid Moderna museet, Malmö museum, Dunkers kulturhus, Bonniers porträttsamling och i Stockholms Stads samlingar.